# Szwajcaria na Letniej Uniwersjadzie 2007
Szwajcarię na Letniej Uniwersjadzie w Bangkoku reprezentowało  zawodników. Szwajcarzy zdobyli 4 medale (2 złote i 2 brązowe)

## Medale

### Złoto
- Flavia Rigamonti - pływanie, 800 metrów stylem dowolnym
- Flavia Rigamonti - pływanie, 1500 metrów stylem dowolnym

### Brąz
- Nicole Büchler - lekkoatletyka, skok o tyczce
- Drużyna szpadzistów - szermierka